# ماهاویشنو ارکسترا
ماهاویشنو ارکسترا (به انگلیسی: Mahavishnu Orchestra) یک گروه موسیقی جاز فیوژن بود که در سال ۱۹۷۱ در شهر نیویورک به رهبری جان مک‌لافلین نوازندهٔ گیتار انگلیسی تشکیل شد. این گروه در طول تاریخ خود در دو دورهٔ فعالیت، از سال ۱۹۷۱ تا ۱۹۷۶ و از سال ۱۹۸۴ تا ۱۹۸۷، دستخوش تغییرات متعددی شد. گروه با اولین ترکیب خود متشکل از نوازندگان بیلی کابهم در درام، یان همر در کیبورد، جری گودمن در ویالون و ریک لیرد در بیس، تحسین اولیهٔ خود را برای موسیقی پیچیده و شدید خود که ترکیبی از موسیقی کلاسیک هندی، جاز و سایکدلیک راک تشکیل شده بود، به عنوان اجراهای زندهٔ پویا بین سال‌های ۱۹۷۱ و ۱۹۷۳ دریافت کرد. بسیاری از اعضای گروه به حرفه‌های تحسین شدهٔ خود در ژانرهای جاز و فیوژن جاز ادامه داده‌اند.

## تاریخچه

### اولین تجسم: ۱۹۷۴–۱۹۷۱
در اواسط سال ۱۹۷۱، مک لافلین عضو گروه مایلز دیویس و لاف تایم تونی ویلیامز بود و سه آلبوم انفرادی منتشر کرد. سپس شروع به تشکیل گروه جاز فیوژن خود کرد که در اولین ترکیب آن بیلی کابهم نوازندهٔ پانامایی، ریک لیرد نوازندهٔ بیس ایرلندی، یان همر نوازندهٔ کیبورد چک و جری گودمن نوازندهٔ ویولن آمریکایی حضور داشتند. کابهم و گودمن در سومین آلبوم انفرادی مک‌لافلین هدف من فراتر است (۱۹۷۱) اجرا کرده بودند. اولین انتخاب مک‌لافلین برای نوازندهٔ ویولن، ژان لوک پونتی فرانسوی بود، اما به دلیل مشکلات مهاجرت نتوانست به آنها بپیوندد. او پس از گوش دادن به آلبوم‌های مختلف، گودمن را که قبلاً از گروه The Flock بود، استخدام کرد. اگرچه تونی لوین، نوازندهٔ بیس آمریکایی، اولین کسی بود که مک‌لافلین می‌خواست، لیرد چند سالی بود که مک‌لافلین را می‌شناخت و این دعوت را پذیرفت. همر از طریق دوستی متقابل با میروسلاو ویتوس از گروه فیوژن جاز ودر ریپورت پیدا شد. نام این گروه از رهبر معنوی هند و گورو، سری چینموی، که مک‌لافلین یکی از پیروان او شده بود، سرچشمه گرفته است، که نام ماهاویشنو را به او داد، «ماها» به معنای «بزرگ» در سانسکریت و «ویشنو» پس از خدای هندو ویشنو است.
با تثبیت ترکیب، این پنج نفر در ژوئیه ۱۹۷۱ در شهر نیویورک با هم ملاقات و یک هفته تمرین کردند. آنها یک صدای تلفیقی دستگاهی را پذیرفتند که با راک الکتریک، فانک، امضاهای پیچیده زمانی و تنظیم‌هایی که تحت تأثیر علاقهٔ مک‌لافلین به موسیقی کلاسیک هندی بود، مشخص می‌شد. اولین کنسرت‌های آن‌ها در کافهٔ Gaslight at the Au Go Go به‌عنوان نمایش افتتاحیه برای خوانندهٔ بلوز، جان لی هوکر دنبال شد. مک‌لافلین یادآور شد: «ست اول متزلزل بود، اما ست دوم تازه شروع شد و هر شب عالی بود. آنها می‌خواستند ما را نگه دارند و چند روز بعد از هفته دوم … ما به استودیو رفتیم.» مک‌لافلین قراردادی را با کلمبیا رکوردز منعقد کرد و برای ضبط یک آلبوم چراغ سبز نشان داد.

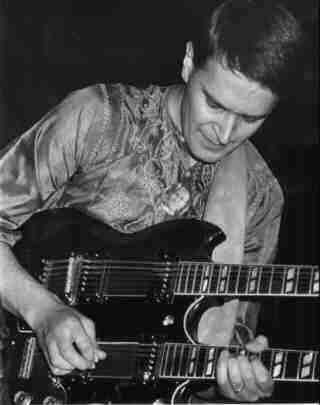
مک‌لافلین در سال ۱۹۷۳ با گروه اجرا کرد

آلبوم شعله نصب درونی در نوامبر ۱۹۷۱ منتشر شد و به رتبهٔ ۱۱ آلبوم جاز بیلبورد و شمارهٔ ۸۹ در بیلبورد ۲۰۰ رسید. به دنبال آن پرندگان آتشین (۱۹۷۳) منتشر شد. به دلیل فشارهای ناگهانی شهرت، خستگی و عدم ارتباط، گروه اصلی شروع به خسته شدن کرد. این استرس با جلسات ضبط مشکل‌ساز در ژوئن ۱۹۷۳ در استودیو Trident لندن که برخی از اجرا کنندگان با دیگران صحبت نمی‌کردند، تشدید شد. پروژهٔ آنها هرگز به‌طور کامل تکمیل نشد. کابهم ناامید شد و احساس کرد که گروه «بر دری از چیزی واقعاً جدید می‌زند. چیزی منحصر به فرد، چیزی که قبلاً هرگز در راک اند رول انجام نشده بود.» به دنبال آن اولین آلبوم زندهٔ آنها بین نیستی و ابدیت منتشر شد که حاوی مطالبی از جلسات Trident بود.
بعداً در سال ۱۹۷۳، همر و گودمن در مصاحبه‌ای برای مجلهٔ کراددی، ناامیدی خود را از رهبری مک‌لافلین ابراز کردند. تلاش برای بهبود روابط گروهی با معرفی هر یک از اعضا در حین راه رفتن روی صحنه و ترکیب آهنگ‌های همر، لیرد و گودمن در مجموعهٔ زنده انجام شد. با این حال، این کافی نبود و این پنج نفر آخرین کنسرت خود را در ۳۰ دسامبر انجام دادند. به گفته لیرد، اعضای گروه پس از آن با یکدیگر خداحافظی نکردند. در ژانویه ۱۹۷۴، مک‌لافلین گروه را جدا کرد. لیرد هفته‌ها بعد دربارهٔ گروه صحبت کرد و ادعا کرد که علیرغم اینکه مک‌لافلین بیشتر آهنگ‌های گروه را ساخته است، بقیهٔ گروه «بسیار زیادی» مشارکت کردند و اعتباری دریافت نکردند. او همچنین از ادعای کابهم انتقاد کرد که گروه ایده‌های موسیقی او را رد کرده است، و اینکه همر، گودمن و لیرد به دلیل «یک سفر نفسانی» به اجرای آهنگ‌هایشان فشار آوردند.

### تجسم دوم: ۱۹۷۶–۱۹۷۴
پس از انحلال گروه اصلی، ترکیب در سال ۱۹۷۴ با گروه جدیدی از نوازندگان پشت سر مک‌لافلین اصلاح شد: ژان لوک پونتی (که با فرانک زاپا و Mothers of Invention اجرا کرده بود) ویولن، گیل موران در کیبورد، رالف آرمسترانگ در بیس، و نرادا مایکل والدن در سازهای کوبه‌ای، استیو کیندلر و کارول شیو در ویولن، مارسیا وستبروک در ویولا، فیل هیرشی در ویولنسل، استیو فرانکویچ، پرمیک راسل تابز در ساکسوفون آلتو، تنور و سوپرانو، و باب کنپ با برنج. این ماهاویشنو ارکسترای «جدید» (که طبق گزارش‌ها مک‌لافلین آن را ماهاویشنو ارکسترای «واقعی» نامیده است) و بین آلبوم آخرالزمان ۱۹۷۴ و چشم‌اندازهای فراتر از زمرد در سال ۱۹۷۵ اندکی اعضا را تغییر داد. آخرالزمان در لندن با ارکستر سمفونیک لندن به سرپرستی مایکل تیلسن تامس، با تهیه‌کنندگی جرج مارتین و مهندس جف امریک جلسات ضبط شد. سپس گروه به چهار نفر برای جهان‌های درونی در سال ۱۹۷۶ کاهش یافت، با خروج ژان لوک پونتی پس از یک اختلاف شدید در مورد نوشتن تیتراژ آلبوم چشم‌اندازها و گیل موران با استو گلدبرگ جایگزین شد. پونتی بعداً با مبلغ نامشخصی بر حق امتیاز آهنگ‌های پگاسوس و اپوس ۱ تسویه حساب کرد.

### تجسم سوم: ۱۹۸۷–۱۹۸۴
پس از انحلال این نسخه از ارکسترا، مک‌لافلین گروه دیگری به نام شاکتی را برای کشف علاقهٔ خود به موسیقی هندی تشکیل داد. پس از آن، او به تشکیل گروه‌های دیگری از جمله One Truth Band و The Translators و یک گروه سه‌گانهٔ گیتار با ال دی میولا و نوازندهٔ گیتار فلامنکو، پاکو د لوسیا ادامه داد.
در سال ۱۹۸۴، مک‌لافلین ماهاویشنو ارکسترا را با بیل ایوانز در ساکسوفون، جوناس هلبورگ در بیس، میچل فورمن در کیبورد و عضو اصلی بیلی کابهم در درام اصلاح کرد. کابهم در جلسات آلبوم خود در سال ۱۹۸۴ شرکت کرد، اما دنی گوتلیب برای کار اجرای زنده جایگزین او شد و جیم بیرد جایگزین میچل فورمن در دورهٔ آخر زندگی این گروه شد. صدای کلی این گروه با ماهاویشنو ارکسترای اصلی متفاوت بود، به ویژه به دلیل استفاده گسترده مک‌لافلین از سیستم سینت سایزر Synclavier.

### پس از ماهاویشنو ارکسترا
مک‌لافلین سپس با تعدادی از تجسم‌های سه‌گانهٔ گیتار جان مک‌لافلین، و در همگی تریلوک گورتو در سازهای‌کوبه‌ای، و در زمان‌های مختلف جف برلین، کای اکهارت و دومینیک دی پیاتزا در بیس حضور داشتند، کار کرد. او سپس گروه ارواح آزاد را تشکیل داد، یک گروه سه‌گانهٔ گیتار، ارگ و درام، با جویی دی‌فرانسیسکو در ارگ و ترومپت هاموند، و دنیس چمبرز در نوازندهٔ درام، و همچنین تور و ضبط مجدد با ال دی میولا و پاکو د لوسیا.
بیلی کابهم به عنوان یک هنرمند انفرادی اجرا می‌کرد و آلبوم‌های زیادی از جمله کسوف کامل، ضربدری و طیف را ضبط کرد و سال‌ها با گروه بیلی کابهم و جورج دوک در تور اجرا کرد. یان همر به همکاری با جف بک (به همراه نرادا مایکل والدن) در آلبوم تحسین شدهٔ وایرد جف بک ادامه داد و همچنین یک آلبوم زنده با بک ضبط کرد. او چندین آلبوم انفرادی منتشر کرد و موضوع و موسیقی اتفاقی را برای برنامهٔ تلویزیونی موفق دههٔ ۱۹۸۰، میامی وایس ساخت. جری گودمن آلبوم مثل بچه‌ها را با فارغ‌التحصیل کیبورد ماهاویشنو، یان همر ضبط کرد. از سال ۱۹۸۵، او سه آلبوم انفرادی برای پرایوت میوزیک ضبط کرد و با گروه خود و همچنین با گروه‌های Shadowfax و Dixie Dregs به تور رفت. ریک لیرد با استن گتز و چیک کوریا و همچنین انتشار یک آلبوم انفرادی به نام فوکوس نرم اجرا کرد، اما در سال ۱۹۸۲ از تجارت موسیقی بازنشسته شد. او از آن زمان هم به عنوان معلم بیس و هم عکاس کار کرده بود. وی در ۴ ژوئیه ۲۰۲۱ در سن ۸۰ سالگی درگذشت.

## میراث
ماهاویشنو اکسترا به عنوان تأثیری بر بسیاری از گروه‌های ژانرهای مختلف ذکر شده است. گرگ گین نوازندهٔ گیتار و آهنگساز اصلی گروه هاردکور پانک بلک فلگ از ضبط‌های اولیهٔ آنها نقل کرد که الهام بخش او برای ضبط آثار پیشرفته در گیتار و حتی ضبط آلبوم‌های دستگاهی بود. در سال‌های اخیر علاقهٔ دوباره به ماهاویشنو ارکسترا افزایش یافته است، با گروه‌هایی مانند مارس ولتا، اپث، Black Midi و Dillinger Escape Plan از آنها به عنوان تأثیرگذار نام می‌برند. جان فیشمن، درامر Phish نیز از آنها به عنوان تأثیرگذار یاد کرده است. کمتر از پنج ضبط بزرگ ادای احترام به آنها منتشر شده است. علاوه بر این، کتاب قدرت، شور و زیبایی: داستان افسانه‌ای ماهاویشنو ارکسترا اثر والتر کولوسکی (کتاب‌های AbstractLogix) منتشر شده است. این شامل مصاحبه با همهٔ اعضای گروه و نقل قول‌هایی است که به‌طور خاص برای کتاب از طرفداران مشهور بسیاری مانند جف بک، پت متنی، هنرمند پیتر مکس، بیل بروفورد و بسیاری دیگر به دست آمده است. ماهاویشنو ارکسترا همچنین در موسیقی معاصر نمونه برداری شده است، به ویژه توسط مسیو اتک در آهنگ «همدردی ناتمام» که نمونهٔ «شهروند سیاره‌ای» را انتخاب کرد و در نتیجه توسط رالف آرمسترانگ از گروه شکایت کرد، که در خارج از دادگاه موفق به تسویه حساب شد. «تو میدانی، تو میدانی» در «یک عشق» از مسیو اتک و «کالیفرنیا» از مس دف نمونه‌برداری شده است.

## اعضای گروه
- جان مک‌لافلین – گیتار، خواننده (۱۹۷۶–۱۹۷۱، ۱۹۸۷–۱۹۸۴)
- بیلی کابهم – درام (۱۹۷۳–۱۹۷۱، ۱۹۸۴)
- جری گودمن – ویولن (۱۹۷۳–۱۹۷۱)
- یان همر – کیبورد (۱۹۷۳–۱۹۷۱)
- ریک لیرد – بیس (۱۹۷۳–۱۹۷۱)؛ درگذشت ۲۰۲۱
- رالف آرمسترانگ – بیس، خواننده (۱۹۷۶–۱۹۷۴)
- نرادا مایکل والدن – درام، سازهای کوبه‌ای، خواننده، کیبورد (۱۹۷۶–۱۹۷۴)
- ژان لوک پونتی – ویولن، خواننده (۱۹۷۵–۱۹۷۴)
- گیل موران – کیبورد، خواننده (۱۹۷۵–۱۹۷۴)
- استو گلدبرگ – کیبورد، خواننده (۱۹۷۶–۱۹۷۵)
- بیل ایوانز – ساکسوفون، کیبورد (۱۹۸۷–۱۹۸۴)
- جوناس هلبورگ – بیس (۱۹۸۷–۱۹۸۴)
- میچل فورمن – کیبورد (۱۹۸۶–۱۹۸۴)
- دنی گوتلیب – درام، سازهای کوبه‌ای (۱۹۸۶–۱۹۸۵)
- جیم بیرد – کیبورد (۱۹۸۷)؛ درگذشت ۲۰۲۴

## ترانه‌شناسی

### آلبوم‌های استودیویی
| شعله نصب درونی                                                                  | - تاریخ انتشار: ۳ نوامبر، ۱۹۷۱ - ناشر: کلمبیا رکوردز - فرمت‌ها: سی‌دی، آلبوم چندآهنگه، دانلود دیجیتال                                    | ۸۹  | ۱۱ | —  | —  | —  | —  |                     |
| پرندگان آتشین                                                                   | - تاریخ انتشار: ۲۶ مارس، ۱۹۷۳ - ناشر: کلمبیا رکوردز - فرمت‌ها: سی‌دی، نوار کاست، آلبوم چندآهنگه، نوار ۸ تراک کوادرافونیک، دانلود دیجیتال | ۱۵  | —  | ۳۸ | ۲۹ | ۱۸ | ۲۰ | - ایالات متحده: طلا |
| آخرالزمان با ارکستر سمفونیک لندن                                                | - تاریخ انتشار: مارس، ۱۹۷۴ - ناشر: کلمبیا رکوردز - فرمت‌ها: سی‌دی، آلبوم چندآهنگه، نوار ۸ تراک کوادرافونیک، دانلود دیجیتال               | ۴۳  | ۱۰ | ۸۲ | —  | —  | —  |                     |
| چشم‌انداز فراتر از زمرد                                                          | - تاریخ انتشار: فوریه، ۱۹۷۵ - ناشر: کلمبیا رکوردز - فرمت‌ها: سی‌دی، نوار کاست، آلبوم چندآهنگه، نوار ۸ تراک کوادرافونیک، دانلود دیجیتال   | ۶۸  | ۱۸ | ۷۴ | —  | —  | —  |                     |
| جهان‌های درونی                                                                   | - تاریخ انتشار: ژانویه، ۱۹۷۶ - ناشر: کلمبیا رکوردز - فرمت‌ها: سی‌دی، نوار کاست، آلبوم چندآهنگه، نوار ۸ تراک کوادرافونیک، دانلود دیجیتال  | ۱۱۸ | ۲۴ | —  | —  | —  | —  |                     |
| ماهاویشنو                                                                       | - تاریخ انتشار: ۸ اکتبر، ۱۹۸۴ - ناشر: WEA Musik، وارنر - فرمت‌ها: سی‌دی، نوار کاست، آلبوم چندآهنگه                                       | —   | —  | —  | —  | —  | —  |                     |
| ماجراجویی در رادیولند                                                           | - تاریخ انتشار: ۱۹۸۷ - ناشر: ریلیتیویتی، پلی‌گرام - فرمت‌ها: سی‌دی، آلبوم چندآهنگه، دانلود دیجیتال                                        | —   | —  | —  | —  | —  | —  |                     |
| جلسات سه‌گانه گمشده                                                              | - تاریخ انتشار: ۲۱ سپتامبر، ۱۹۹۹ - ناشر: سونی - فرمت‌ها: سی‌دی، HDCD، دانلود دیجیتال                                                     | —   | —  | —  | —  | —  | —  |                     |
| "—" به صدای ضبط شده‌ای اشاره می‌کند که در آن منطقه نمودار نشده یا منتشر نشده است. | |     |    |    |    |    |    |                     |

### آلبوم‌های زنده
| بین نیستی و ابدیت                       | - تاریخ انتشار: نوامبر، ۱۹۷۳ - ناشر: کلمبیا رکوردز - فرمت‌ها: سی‌دی، آلبوم چندآهنگه، نوار ۸ تراک کوادرافونیک، دیجیتال آلبوم | ۴۱ | ۴۲ |
| آهنگ‌های منتشر نشده از بین نیستی و ابدیت | - تاریخ انتشار: ۲۰۱۱ - ناشر: کلمبیا رکوردز - فرمت‌ها: دیجیتال دانلود                                                       | —  | —  |

### تالیفات
| عنوان                                          | جزئیات آلبوم                                                                         | اوج موقعیت‌های نمودار |
| عنوان                                          | جزئیات آلبوم                                                                         | ایالات متحده         |
| ---------------------------------------------- | ------------------------------------------------------------------------------------ | -------------------- |
| بهترین‌های ماهاویشنو ارکسترا                    | - تاریخ انتشار: ۱۹۸۰ - ناشر: کلمبیا رکوردز - فرمت‌ها: آلبوم چندآهنگه، نوار کاست، سی‌دی |                      |
| ماهاویشنو ارکسترا: مجموعه کامل آلبوم‌های کلمبیا | - تاریخ انتشار: ۲۰۱۱ - ناشر: کلمبیا، سونی - فرمت‌ها: سی‌دی                             |                      |
| ماهاویشنو ارکسترا اسنشیال با جان مک‌لافلین      | - تاریخ انتشار: ۲۰۱۳ - ناشر: کلمبیا، سونی - فرمت‌ها: دیجیتال دانلود، رسانه جاری       |                      |